# Sphaerosciadium denaense
Sphaerosciadium denaense är en flockblommig växtart som först beskrevs av Boris Konstantinovich Schischkin, och fick sitt nu gällande namn av Pimenov och Kljuykov. Sphaerosciadium denaense ingår i släktet Sphaerosciadium och familjen flockblommiga växter. Inga underarter finns listade i Catalogue of Life.